# Rudolf von Pommer-Esche
Rudolf Hermann Moritz Robert von Pommer-Esch (ur. 28 czerwca 1872 w Berlinie, zm. 29 października 1952 w Murnau) – niemiecki prawnik.

## Życiorys
Studiował prawo w Getyndze, gdzie był członkiem Korpusu Saksonii. Po ukończeniu studiów wybrał karierę w kierunku zarządzania. W latach 1908/1909 był współpracownikiem w Urzędzie Skarbowym Rzeszy i protokolantem w Komisji Reichstagu (parlamentu Rzeszy) powołanej do przeprowadzenia reformy gospodarki pieniężnej Rzeszy. W latach 1910–1916 była starostą (landratem) w Grodzisku w Prowincji Poznańskiej, od 1917 do 1920 był starostą w Nordhausen. 14 grudnia 1917 r. jako starosta został członkiem kuratorium opieki sanatoryjnej św. Jana w Harz. Funkcję tę pełnił do 25 czerwca 1920 r. Od 1920 do 1934 pracował w Urzędzie Skarbowym w Kassel. Lata emerytury spędził w Murnau w Górnej Bawarii.